# Schenk von Geyern

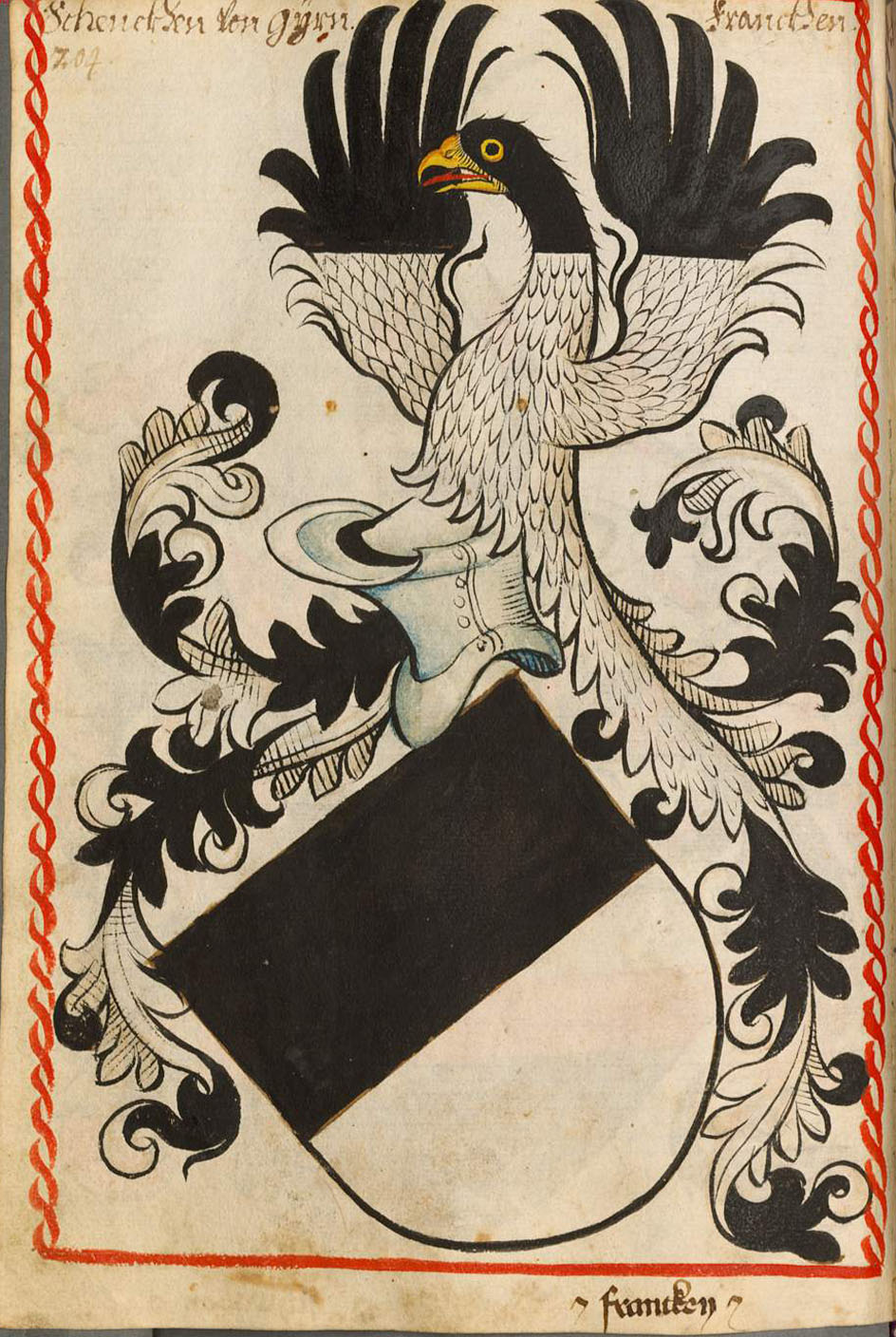
Wappen der Schenk von Geyern im Scheiblerschen Wappenbuch

Die Familie der Schenk(en) von Geyern ist ein fränkisches Adelsgeschlecht benannt nach dem Ort Geyern, heute ein Ortsteil von Bergen im mittelfränkischen Landkreis Weißenburg-Gunzenhausen.

## Geschichte

### Ursprung
Die Familie der Schenk von Geyern war aus dem Ortsadel von Hofstetten (1122: „Purchard de Hovestete“) hervorgegangen. Jedoch kann aufgrund der wenigen Urkunden keine sichere Ahnenlinie bis zu den Schenk von Geyern gezogen werden. Die Ritter von Hofstetten waren Ministeriale der Eichstätter Bischöfe und zugleich der Hirschberger Vogtgrafen. Um 1270 übertrug Graf Gebhard (VI.) von Hirschberg das Amt des (Mund-)Schenken an Heinrich von Hofstetten, der auch die eichstättische Burghut zu Nassenfels innehatte; 1276 wurde Heinrich durch den bayerischen Herzog Ludwig dem Strengen mit der Burg Geyern belehnt. Heinrich war mit Adelheid von Sulzbürg verheiratet. Seit seinen Söhnen nannte sich das Geschlecht die „Schenk von Geyern“ (erstmals 1310 bei Heinrich, dem Sohn obigen Heinrichs, nachweisbar. Dessen Tochter Adelheid war 1313 nachweislich mit Heinrich von Reichenau verheiratet. Der Plural kennt auch die Namensform „Schenken von Geyern“), doch kam vereinzelt auch noch der alte Namenszusatz „von Hofstetten“ vor. Die gleiche Abstammung brachte es mit sich, dass sowohl die nachfolgenden Ritter von Hofstetten als auch die Schenk von Geyern noch eine Zeit lang das gleiche Wappen führten.

### Entwicklung, Besitzungen
Die Schenk von Geyern nahmen eine günstige machtpolitische Entwicklung durch Ankäufe, Heiratsabreden und Erbfälle, insbesondere bei benachbarten Adelsgeschlechtern. Fernbesitz wurde abgestoßen und für günstiger gelegene Objekte eingetauscht, um möglichst ein geschlossenes Herrschaftsgebiet zu erhalten. So befanden sich ihre Besitzungen – Ländereien und Rechte wie Zehnte und Kirchenpatronate – überwiegend in der Nähe des Hochstiftes Eichstätt und des Fürstentums Ansbach. Sie waren im Ritterkanton Altmühl organisiert, nach dem Genealogen Johann Gottfried Biedermann wegen Geyern, Syburg und Wiesenbruck.
Im Einzelnen erwarben die Schenk von Geyern:
- 1383 die Veste Neuhaus bei Reuth,
- spätestens 1406 Burgsalach (später mit Patronatsrecht, jedoch mit Auswahlverpflichtung aus drei brandenburg-ansbachischen Vorschlägen),
- 1470 Burg Syburg („Purch ze Sigberch“) als markgräfliches Lehen, später der eigentliche Sitz des Geschlechts,
- um 1500 und vor 1505, der versteinte Halsgerichtsbezirk Nennslingen (zusammen mit den verwandten (katholisch gebliebenen) Herren von Ehenheim als Kondominatspartner, nach deren Aussterben 1599 von den Markgrafen von Brandenburg-Ansbach als Fraisch- und Verwalteramt Geyern des Oberamtes Stauf-Landeck wahrgenommen),
- Bergen und Thalmannsfeld, wo die Schenk von Geyern auch das Patronatsrecht hatten und 1543 die Reformation einführten,[5]
- den halben Wildbann auf dem Weißenburger Wald (von Georg von Ehenheim an die Schenken abgetreten)[6]
- 1566 das Schloss Wiesethbruck als markgräfliches Lehen.[7]

Obwohl mit dem Markgrafentum Ansbach in einem partnerschaftlichen Verhältnis stehend, versuchte das Fürstentum Ansbach wiederholt, die Schenk von Geyern zu Landesuntertanen herabzudrücken, diese wussten jedoch ihre Reichsunmittelbarkeit als Reichsritterschaft im Kanton Altmühl zu behaupten. Hatten sich die Schenk von Geyern mit dem Markgrafentum im 16. Jahrhundert der Reformation angeschlossen, so bildete sich um 1600 ein katholischer Zweig heraus, da die vier Söhne des Hans Wilhelm Schenk von Geyern dem katholischen Glauben ihrer Mutter folgten (drei standen in eichstättischen Diensten, der vierte wurde Jesuit). Dieser Zweig starb aus.
Am Ende des Alten Reiches, um 1800, gehörten den Schenk von Geyern bzw. dem Verwalteramt Geyern um die 200 Untertanen-Anwesen, und zwar in
- Auhof (drei Höfe),
- Bergen (43 Anwesen unterschiedlicher Größe),
- Burg (ein Hof, zehn Gütlein),
- Enhofen (neun Gütlein),
- Ettenstatt (23 unterschiedlich große Güter),
- Geyern (ein Hof, 2 Häuser, das Schloss),
- Indernbuch (elf unterschiedlich große Güter),
- Nennslingen (circa 78 Güter und Häuser),
- Reuth unter Neuhaus (23 Anwesen),
- Rohrbach (ein Gut),
- Steinmühle (ein Mühlgut) und
- Wöllmetzhofen (sechs Köblergüter).[10]

Mit dem Ende des Heiligen Römischen Reiches Deutscher Nation wurde das Territorium der Schenk von Geyern dem neuen Königreich Bayern (1806) einverleibt. Bis 1848 konnten sie zumindest die niedergerichtliche Patrimonialgerichtsbarkeit II. Klasse Syburg und Wiesenthbruck ausüben.

## Persönlichkeiten
- Ulrich I. Schenk von Hofstetten, ab 1314 Schenk von Geyern, kaiserlicher Amtmann in Weißenburg (1314–1349)[12], gilt als Erbauer der Kirchenburg Kinding
- Berthold Schenk von Geyern, Raubritter im Streit mit dem Eichstätter Bischof Raban Truchseß von Wilburgstetten
- Martin Schenk von Geyern, 1463 Komtur des Deutschen Ordens in Würzburg
- Amalie Schenk von Geyern, Gemahlin des letzten Fürsten von Hohenzollern-Hechingen Konstantin
- Philipp Albrecht Ernst Schenk von Geyern, kaiserlicher und brandenburgischer Rat, Oberamtmann in Gunzenhausen, Hessen-Darmstädtischer Generalmajor, Ritterhauptmann des Kantons Altmühl und Ritterdirektor in Franken, Erneuerer des Schlosses Syburg, † 1798[13]
- Karl Friedrich Sigmund Ernst (III.) Schenk von Geyern (* 1876, † 1935), bayerischer Leutnant, dann Chirurg in Eichstätt[14]
- Emma Schenk von Geyern (* 1876, † 1955)

## Wappen
Das ursprüngliche Wappen ist bis in die zweite Hälfte des 13. Jahrhunderts zurückverfolgbar. Es ist von Schwarz über Silber geteilt, im oberen Feld ein wachsender rechts gewendeter Löwe; als Helmzier diente die Schildfigur. Circa um die Mitte des 15. Jahrhunderts kam als neue Helmzier ein rechts gewendeter wachsender Vogel mit offenem Flug auf – wohl ein Geier in Anlehnung an den Familiennamen. Der Löwe erscheint zuletzt 1544 im Wappen, ab 1585 ist der geteilte Schild ohne Figur. Danach hat sich das Wappen nicht mehr geändert. Elemente des Wappens wurden in Ortswappen übernommen:

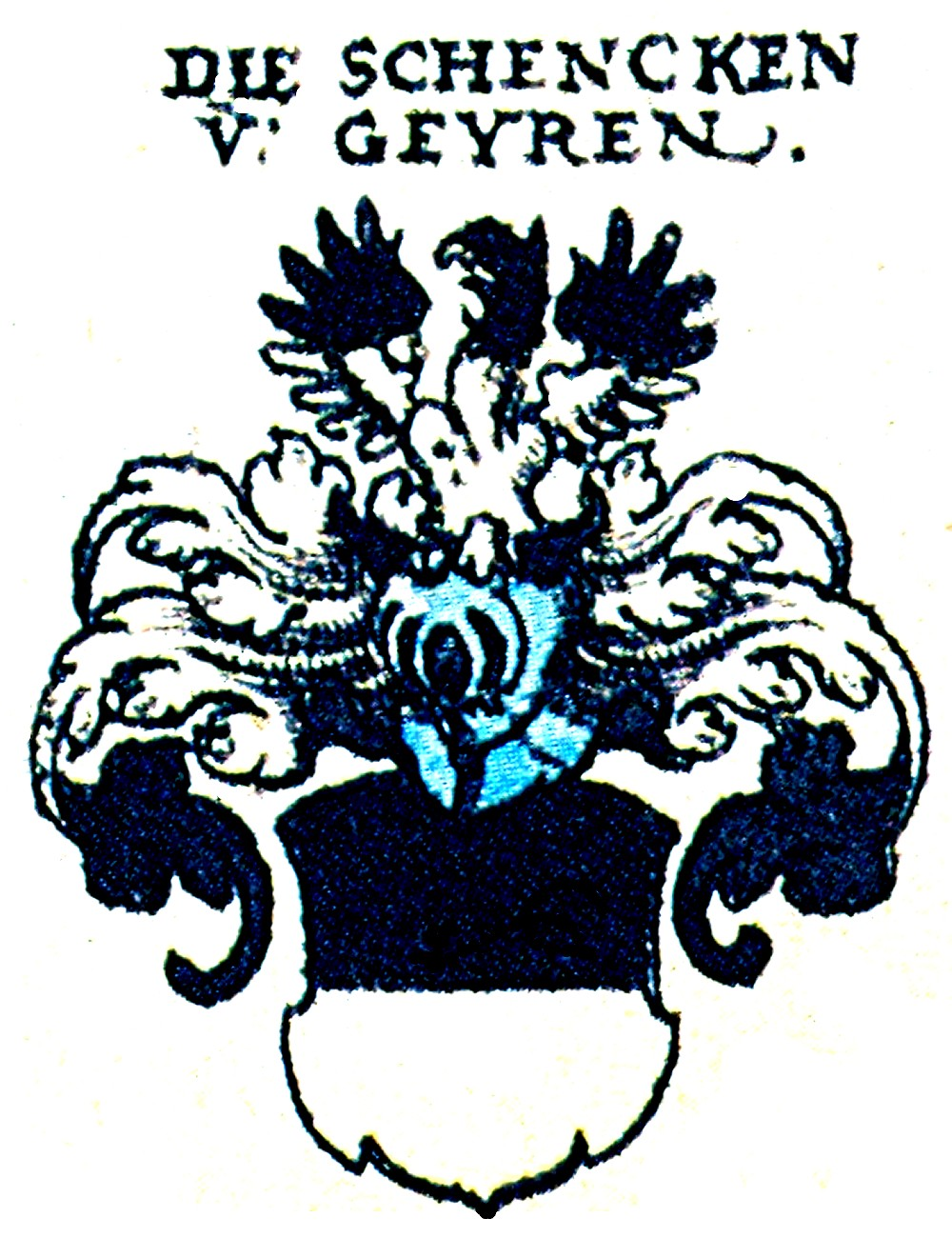
Wappen in Siebmachers Wappenbuch, 1605
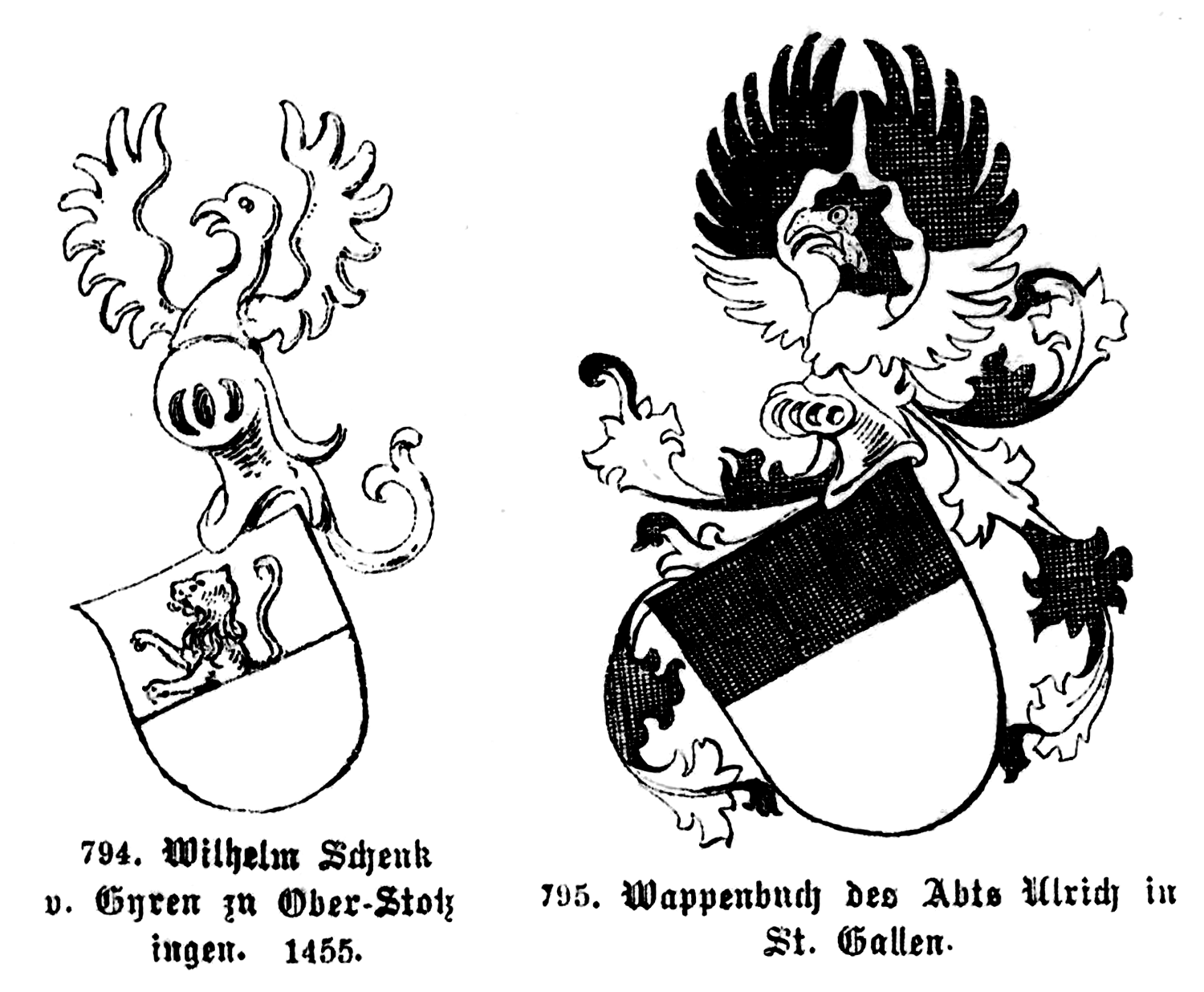
Abbildungen in Otto von Albertis Wappenbuch 1898

Wappen der Gemeinde Bergen in Mittelfranken
Wappen von Ettenstatt
Wappen des Marktes Nennslingen